# Sovgenov járás

A Sovgenov járás Adigeföldön

A Sovgenov járás (oroszul: Шовгеновский район, adige nyelven Шэуджэн район) Oroszország egyik járása Adigeföldön. Székhelye Hakurinohabl.

## Népesség
- 1989-ben 17 851 lakosa volt, melyből 11 000 adige (61,6%), 5 965 orosz (33,4%), 198 ukrán, 70 örmény.
- 2002-ben 16 388 lakosa volt, melyből 10 239 adige (62,5%), 5 504 orosz (33,6%), 117 ukrán, 59 örmény, 1 kurd.
- 2010-ben 16 997 lakosa volt, melyből 10 613 adige, 5 532 orosz, 163 tatár, 158 azeri, 92 örmény, 63 ukrán stb.